# 6. Königlich Bayerisches Jägerbataillon

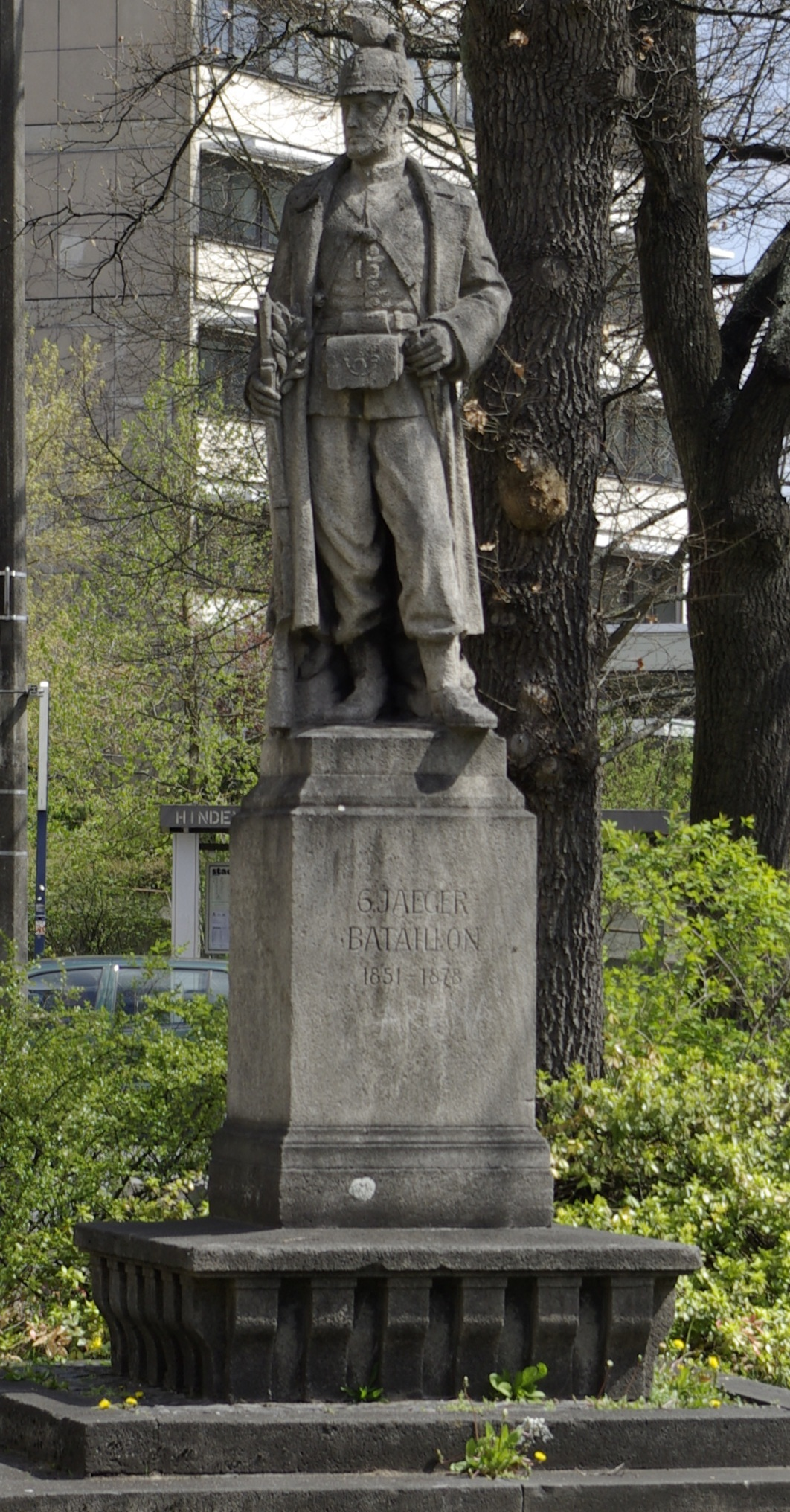
Denkmal für das 6. Jäger-Bataillon in Erlangen

Das 6. Jäger-Bataillon war ein Verband der Bayerischen Armee. Der letzte Friedensstandort des Bataillons vor der Umgliederung war Erlangen.

## Geschichte
Das Bataillon wurde am 1. Januar 1851 aus Einheiten und Teileinheiten jeweils aus dem 2. und 4. Jäger-Bataillon in München aufgestellt.
Im Krieg gegen Preußen 1866 waren die Jäger der 8. Brigade (Generalmajor Cella)/4. Division (Generalleutnant Ritter von Hartmann) unterstellt und kämpfte am 4. Juni 1866 bei Roßdorf sowie am 10. Juli 1866 bei Kissingen.
Während des Deutsch-Französischen Krieges nahm das Bataillon an den Schlachten bei Weißenburg und Wörth teil. Es war am Gefecht von Châtillon beteiligt. Ab 30. September 1870 war das Bataillon im Belagerungsring um Paris eingegliedert.
Das Bataillon wurde zum 1. Oktober 1878 dem 17. Infanterie-Regiment zugeordnet.

## Kommandeure
| Vorname, Name                                   | Kommandeur von bis |
| ----------------------------------------------- | ------------------ |
| Major Maximilian Rosner                         | 1851 bis 1854      |
| Oberstlieutenant Karl Graf von Spreti           | 1854 bis 1859      |
| Oberstlieutenant Hippolyt von Klenze            | 1859 bis 1863      |
| Oberstlieutenant Albert Freiherr von Guttenberg | 1863 bis 1870      |
| Major Wilhelm Caries                            | 1870 bis 1876      |
| Major Franz Popp                                | 1876 bis 1878      |